# Omphalospora melaena
Omphalospora melaena är en svampart som först beskrevs av Elias Fries, och fick sitt nu gällande namn av Franz Xaver von Höhnel 1919. Omphalospora melaena ingår i släktet Omphalospora och familjen Dothideaceae.  Arten är reproducerande i Sverige. Inga underarter finns listade i Catalogue of Life.